# Icterus pectoralis
Icterus pectoralis е вид птица от семейство Трупиалови (Icteridae).

## Разпространение
Видът е разпространен в Гватемала, Коста Рика, Мексико, Никарагуа, Салвадор, САЩ и Хондурас.